# 芝浦工業大学の人物一覧
芝浦工業大学の人物一覧（しばうらこうぎょうだいがくのじんぶついちらん）は、芝浦工業大学に関係する人物の一覧記事。

## 一覧

### 政界
- 根本良輔 - つばさの党幹事長
- 古川雅典 - 岐阜県多治見市長、元岐阜県議会議員
- 中山俊雄 - 徳島県小松島市長、元徳島県議会議員
- 橋本正裕 - 茨城県境町長、元境町議会議長
- 石田次男 - 元参議院議員、元創価学会理事
- 小澤良明 - 元小田原市長、元神奈川県議会議員
- 三角保之 - 元熊本市長、元熊本県議会議員

### 財界
- 五十嵐久也 - 三井住友建設社長、芝浦工業大学理事長
- 浦上壮平 - エスプール創業者・会長兼社長
- 小川薫 - 実業家、総会屋、中退
- 小平和一朗 - イー・ブランド21代表取締役、日本MOT振興協会事務局長
- 酒巻久 - キヤノン電子社長
- 西河洋一 - 飯田グループホールディングス社長
- 藤川真一 - プログラマ、経営者

### 官界
- 藤倉茂起 - 川崎市副市長、元川崎市建設緑政局長

### 工学
- 村上雅人 - 芝浦工業大学前学長
- 北川良和 - 慶應義塾大学理工学部教授、日本地震工学会会長
- 小口泰平（工学部機械工学科） - NPO法人「日本自動車殿堂」会長。芝浦工業大学学長、システム工学部初代学部長などを歴任。自ら製作した”世界三大装置"（大宮校舎4号館）を駆使して開発に寄与したものに四輪操舵（4WS)がある。
- 大本修（工学部電気工学科） - マサチューセッツ工科大学客員研究員、NASA客員研究員、芝浦工業大学学長などを歴任。野球用バットの開発でも知られる。

### 文学
- 高里椎奈 - 作家、メフィスト賞
- 中村航 - 作家、文藝賞
- 三木なずな - ライトノベル作家

### 建築
- 山下保博 - 建築家（アトリエ・天工人 主宰）
- 城戸崎和佐 - 建築家（キカ主宰）
- 納谷学 - 建築家
- 納谷新 - 建築家
- 原田真宏 - 建築家（MOUNT FUJI ARCHITECTS STUDIO主宰）、芝浦工業大学建築学部建築学科教授

### 芸術
- 新井清泉 - 書道家 中退。
- 中川いさみ - 漫画家
- 大井昌和 - 漫画家
- 天神英貴 - イラストレーター
- 後藤啓介 - イラストレーター
- 田岡信樹 - 建築写真家

### 芸能
- 飯田久彦 - エイベックス・エンタテインメント取締役、歌手、音楽プロデューサー、テイチクエンタテインメント元代表取締役会長、中退。
- 石丸博也 - 俳優、声優、中退。
- 藏内秀樹 - 俳優
- 小野哲平 - 俳優　演劇サークルの代表(委員長)を二年生で務めた。
- 田丸篤志 - 声優

### スポーツ
- 岩下光一 - 元プロ野球選手。元コーチ。
- 伊原春樹 - 野球評論家。元プロ野球選手、元埼玉西武ライオンズ監督、元オリックス・ブルーウェーブ監督、元読売ジャイアンツヘッドコーチ。
- 大倉英貴 - 元プロ野球選手。阪神タイガース入団後は長身と端正なマスクの三塁手としてレギュラー定着し、バンビの愛称でファンの人気を得たが、怪我による故障で退団。
- 片岡新之介 - 元プロ野球選手（中退）。阪神タイガース時代はヒゲの辻とともに田淵幸一の代わりの捕手を務めた。
- 河村健一郎 - 野球解説者、元プロ野球選手。オリックス二軍打撃コーチ時代、鈴木一朗に広角振り子打法と独自の野球理論を伝授し、安打製造機“イチロー”として才能を開花させた指導力に、球界での評価は高い。長嶋茂雄（巨人終身名誉監督）から長男長嶋一茂の指導を請われ、巨人打撃コーチなどを歴任。現役時代（阪急ブレーブス）は捕手。
- 切通猛 - 元プロ野球選手。元阪神タイガースフロント。
- 豊田憲司 - 元プロ野球選手。
- 道原裕幸 - 広島東洋カープ元プロ野球選手。元コーチ。
- 伊藤義博 -  元東北福祉大学野球部監督。東北福祉大学の黄金期を作るとともに佐々木主浩、金本知憲などを育てた。また、俳優伊藤高史の父親。
- 中村和雄 - 元バスケットボール女子日本代表監督。秋田経済法科大学、共同石油、長崎鶴鳴女子高校などで監督を歴任。共石では全日本総合選手権優勝5回、日本リーグ優勝6回。ナショナルチームではヘッドコーチを務める。
- 小沼敏雄 - ボディビルダー、スポーツトレーナー、JBBF 日本ボディビル選手権優勝14回
- 近森克彦 - ハンドボール選手。

### その他
- 伊達篤郎 - 伊達政宗の末裔、日本山岳協会最高顧問。
- 鈴木宣之 - イチローの父親、チチローとして知られる。
- 浅井猛 - 学校法人浅井学園初代理事長、中退。
- 石田次男 - 創価学会元理事